# Sphedamnocarpus
Sphedamnocarpus es un género con nueve especies de plantas con flores  perteneciente a la familia Malpighiaceae. Es originario de África y Madagascar. El género fue descrito por  Jules Emile Planchon ex George Bentham & Joseph Dalton Hooker  y publicado en Genera Plantarum 1: 256, en el año 1862. La especie tipo es Sphedamnocarpus angolensis Planch. ex Oliv. = Sphedamnocarpus pruriens var. pruriens

## Especies
- Sphedamnocarpus barbosae Launert
- Sphedamnocarpus cuspidifolius Arènes
- Sphedamnocarpus decaryi Arènes
- Sphedamnocarpus dubardii R.Vig. & Humbert ex Arènes
- Sphedamnocarpus galphimiifolius (A.Juss.) Szyszyl.
- Sphedamnocarpus hibbertioides (Baill.) Nied.
- Sphedamnocarpus multiflorus (Bojer ex A.Juss.) Nied.
- Sphedamnocarpus orbicularis Arènes
- Sphedamnocarpus pruriens (A.Juss.) Szyszyl.